# José Romário Silva de Souza
José Romário Silva de Souza, meglio noto come Romarinho (Ceará-Mirim, 1º marzo 1994), è un calciatore brasiliano, attaccante dello Sport Recife.

## Caratteristiche tecniche
È una seconda punta.

## Carriera
Cresciuto nel settore giovanile dell'ABC, ha esordito in prima squadra il 7 febbraio 2013 in occasione del match di Copa do Nordeste vinto 3-0 contro il Ceará.

## Palmarès
- Campionato Pernambucano: 1

Sport Recife: 2024